# 呂秀菊
呂秀菊，台灣教育界人士。曾任教於新竹市立三民國中，擔任新竹市政府教育改革委員會委員、新竹市教師會第二任理事長、中華民國全國教師會第三任理事長。畢業於國立中興大學法律系。
呂秀菊曾獲頒新竹市第一屆特殊優良教師獎項─「竹塹明志獎」，2008年中華民國立法委員選舉中，列為第三社會黨不分區立法委員候選人第一名，唯該黨政黨票未過法定5%門檻，故未當選。